# Франчићи
Франчићи (хрв. Frančići, итал. Villa Franci) су насељено место у општини Света Недеља, Истарска жупанија, Хрватска.

## Историја
До територијалне реорганизације у Хрватској били су у саставу старе општине Лабин.

## Становништво
У попису становништва из 2011. године, Франчићи су имали 44 становника.
| Број становника према пописима | Број становника према пописима | Број становника према пописима | Број становника према пописима | Број становника према пописима | Број становника према пописима | Број становника према пописима | Број становника према пописима | Број становника према пописима | Број становника према пописима | Број становника према пописима | Број становника према пописима | Број становника према пописима | Број становника према пописима | Број становника према пописима | Број становника према пописима |
| ------------------------------ | ------------------------------ | ------------------------------ | ------------------------------ | ------------------------------ | ------------------------------ | ------------------------------ | ------------------------------ | ------------------------------ | ------------------------------ | ------------------------------ | ------------------------------ | ------------------------------ | ------------------------------ | ------------------------------ | ------------------------------ |
| 1857                           | 1869                           | 1880                           | 1890                           | 1900                           | 1910                           | 1921                           | 1931                           | 1948                           | 1953                           | 1961                           | 1971                           | 1981                           | 1991                           | 2001                           | 2011                           |
| 0                              | 0                              | 0                              | 43                             | 40                             | 35                             | 0                              | 0                              | 89                             | 80                             | 76                             | 73                             | 58                             | 52                             | 38                             | 44                             |

Напомена: Од 1857. до 1880. и 1921. и 1931. подаци су садржани у насељу Свети Мартин. Од 1890. до 1910. исказивано под именом Франичић. Године 1880. и 1890. исказивано као део насеља.